# غلدشت (شبانكارة)
غلدشت (بالفارسية: گلدشت) هي قرية تقع في إيران في قسم شبانكارة الريفي. يقدر عدد سكانها بـ 1,061 نسمة .